# Sébastien Grax
Sébastien Grax (født 23. juni 1984 i Le Creusot, Frankrig) er en fransk tidligere fodboldspiller (angriber). Han spillede hele karrieren i hjemlandet, hvor han blandt andet repræsenterede Monaco, Troyes og Sochaux. I 2007 var han med til at vinde den franske pokalturnering Coupe de France med Sochaux, efter finalesejr over Marseille.
Grax nåede aldrig at repræsentere det franske A-landshold, men spillede to kampe for landets U/21-landshold.

## Titler
Coupe de France
- 2007 med Sochaux